# Slatinka nad Bebravou
Slatinka nad Bebravou é um município da Eslováquia, situado no distrito de Bánovce nad Bebravou, na região de Trenčín. Tem 9,54 km² de área e sua população em 2018 foi estimada em 188 habitantes. Foi citado pela primeira vez em documento oficial no ano de 1481.

## Demografia
| Ano:        | 1994 | 2004    | 2014    | 2024   |
| ----------- | ---- | ------- | ------- | ------ |
| Broj ljudi: | 252  | 216     | 191     | 196    |
| Razlika:    |      | -14,28% | -11,57% | +2,61% |

| Ano:               | 2023 | 2024   |
| ------------------ | ---- | ------ |
| Número de pessoas: | 204  | 196    |
| Diferença:         |      | -3,92% |